# Bauche
Pour les articles homonymes, voir Bauche (homonymie).
Bauche est un hameau belge de l'ancienne commune d'Évrehailles, situé dans la commune d'Yvoir, en province de Namur (Région wallonne de Belgique).
Bauche se situe dans la vallée du Bocq, à une altitude de 120 m.
Il y a un château à Bauche connu sous le nom de Le Harnoy, avant il était connu sous le nom de Le Château d'Aubreby.[citation nécessaire]